# Jan Kotwica
Jan Kotwica (ur. 27 października 1949) – profesor nauk weterynaryjnych od 1993, pracownik naukowy Instytutu Rozrodu Zwierząt i Badań Żywności PAN w Olsztynie, członek korespondent Polskiej Akademii Nauk od 2010 r.

## Życiorys
Szkołę średnią ukończył w 1968 w Słupsku. W 1973 uzyskał dyplom magistra w Akademii Rolniczo-Technicznej w Olsztynie. W latach 1973–1988 pracował w Instytucie Fizjologii Zwierząt Akademii Rolniczo-Technicznej i tam w 1979 obronił doktorat w zakresie nauk rolniczych.
W roku 1979 przebywał na stypendium Międzynarodowej Agencji Energii Atomowej w Wiedniu, w latach 1980–1981 odbył staż podoktorski na North Dakota State University, Fargo w USA, a w latach 1985–1987 był stypendystą Fundacji im Aleksandra von Humboldta w Technische Universität München.
Od 1988 jest pracownikiem Instytutu Rozrodu Zwierząt i Badań Żywności PAN w Olsztynie. W 1989 r. uzyskał habilitację na Wydziale Medycyny Weterynaryjnej Akademii Rolniczo-Technicznej, a w 1993 r. otrzymał tytuł profesora. W latach 1996–1999 sprawował funkcję wicedyrektora ds. naukowych Instytutu, a obecnie jest przewodniczącym jego Rady Naukowej.
W latach 2000–2001 odbył Studia Podyplomowe z filozofii i etyki. Od 1998 jest też visiting profesorem Wydziału Medycyny Weterynaryjnej Banat University of Agronomical Sciences and Veterinary Medicine w Timișoara (Rumunia).

## Tematyka badań naukowych
Tematyka prac naukowych dotyczy fizjologii zwierząt i obejmuje regulację procesów rozrodu samic zwierząt gospodarskich na poziomie centralnych, narządowych, komórkowych i genowych regulacji oraz badania wpływu skażeń środowiskowych na procesy rozrodu. Z tego zakresu opublikował ponad 160 oryginalnych publikacji naukowych, głównie w czasopismach indeksowanych w Journal Citation Reports. Wypromował 11 doktorów.

## Działalność organizacyjna
Od 2010 jest członkiem korespondentem Polskiej Akademii Nauk. Jest członkiem Komitetu Biologii Rozrodu Zwierząt PAN oraz Komitetu Nauk Weterynaryjnych.
Jest lub był członkiem Rad Naukowych: Państwowego Instytutu Weterynaryjnego w Puławach (2002-2011), Instytutu Fizjologii i Żywienia Zwierząt w Jabłonnie k/Warszawy, Instytutu Genetyki i Hodowli Zwierząt PAN w Jastrzębcu.
Od 2013 do 2014 był członkiem Rady Głównej Nauki i Szkolnictwa Wyższego. W grudniu 2014 powołany na cztery lata do Rady Narodowego Centrum Nauki, a od czerwca 2016 wybrany także na cztery lata (do 2020) do Rady Fundacja na rzecz Nauki Polskiej.
Był lub jest członkiem kolegium redakcyjnego Domestic of Animal Endocrinology, The Veterinary Journal, Acta Veterinaria Hungarica, Reproductive Biology, Bulletin the Veterinary Institute in Pulawy,
Humanistyka i Przyrodoznawstwo, Polish journal of Veterinary Sciences, Journal of Animal Science.
Od 2004 jest członkiem Zarządu ISFAE (International Society of Farm Animal Endocrinology). W przeszłości (2000–2012) wieloletni wiceprezes i prezes Olsztyńskiego Forum Naukowego, a od 2011 r. Prezes Zarządu Głównego Towarzystwa Biologii Rozrodu.

## Nagrody i odznaczenia
Nagrody: Ministra Nauki, Szkolnictwa Wyższego i Techniki, Wydziału Nauk Rolniczych Leśnych i Weterynaryjnych PAN (1990 i 1996), Departamentu Rolnictwa USA (2004), Polskiego Towarzystwa Fizjologicznego (1979), Polskiego Towarzystwa Nauk Weterynaryjnych (2000). Odznaczony Krzyżem Kawalerskim i Oficerskim Orderu Odrodzenia Polski.